# HPP (mécanique)
Pour les articles homonymes, voir HPP.
En mécanique des milieux continus, HPP désigne l'Hypothèse des Petites Perturbations (sous-entendu d'un état d'équilibre). Elle permet d'envisager une linéarisation des équations statiques ou dynamiques décrivant l'état, ce qui simplifie à la fois l'analyse théorique et le traitement numérique. Dans ce procédé, seul le premier ordre du développement de Taylor (autour des valeurs d'équilibre) est conservé, ce qui est légitimé par l'HPP.
Cette hypothèse est à la base du calcul des fréquences et mouvements propres.